# Bram Fischer
Abram Louis Fischer, más conocido como Bram Fischer (Bloemfontein, 23 de abril de 1908 – Bloemfontein, 8 de mayo de 1975), fue un abogado sudafricano. Descendiente de una familia afrikáner, es conocido por haber sido uno de los máximos exponentes del movimiento anti-apartheid, además de representar a muchos de los líderes de esta tendencia en los principales juicios en que se enfrentaron, como el Proceso de Rivonia o el Juicio por Traición.
Tras la defensa de Nelson Mandela y los otros acusados durante el Proceso de Rivonia, él mismo fue juzgado y acusado por comunismo. Sentenciado a cadena perpetua, después de 11 años de prisión fue liberado, el año 1975, por motivos de salud. Dos semanas después murió.

## Biografía

### Familia y aña
Fischer provenía de una familia afrikáner muy relevante en la sociedad blanca de Sudáfrica. Su padre, Percy Fischer, había sido Juez Presidente del Estado Libre de Orange, y su abuelo, Abraham Fischer, primer ministro de la Colonia del Río Orange, además de ser posteriormente miembro del gabinete de la Sudáfrica unificada.
Antes de estudiar en la Universidad de Oxford (en el New College) como miembro del Rhodes scholar, durante la década de 1930, estudió en el Grey College y en la Universidad del Estado Libre de Bloemfontein, viviendo en la residencia House Abraham Fischer, que llevaba el nombre de su abuelo. Durante su estancia en Oxford, viajando por el continente europeo, incluyendo un viaje a la Unión Soviética en 1932. En una carta enviada a sus padres durante este viaje, Fischer comparaba la posición de los granjeros rusos alrededor del río Volga con la de los negros sudafricanos.
En 1937 se casó con Molly Krige, una nieta de Jan Smuts; la pareja tuvo tres hijos. Su único hijo varón, Paul, murió a los 23 años mientras Bram estaba en la prisión.  Molly también se vio implicada en la acción política, siendo detenida sin juicio durante el estado de emergencia declarado en 1960 después de la matanza de Sharpeville. En 1964, Bram, Molly y una amiga, Liz Franklin, viajaban a Ciudad del Cabo para celebrar el cumpleaños de su hija Ilse, que cumplía 21 años. Bram sacó el coche de la carretera para no chocar con una vaca, motivo por el cual el coche cayó en un río, provocando la muerte de su esposa, que murió ahogada. Bram quedó devastado y, para intentar mitigar el dolor, se centró más que nunca en su participación clandestina como uno de los líderes del Partido Comunista Sudafricano (SACP).

### Actividades políticas y profesionales
Bram Fischer se unió al Partido Comunista Sudafricano (SACP) durante la década de 1940, alcanzando posiciones de liderazgo muy rápidamente. El SACP estaba muy cercano al Congreso Nacional Africano (ANC) y, en 1943, Fischer fue uno de los que revisaron la reconstitución de la propia ANC. En 1946 fue acusado de incitar la Huelga de Trabajadores Africanos de las Minas, debido a su posición en el Partido Comunista.
Junto con Issy Maisels y de otros abogados, jugó un papel muy importante en la defensa de los acusados en el Juicio por Traición, desarrollado entre 1956 y 1961, en el cual Nelson Mandela, Ahmed Kathrada, Walter Sisulu, Joe Slovo y otros líderes anti-apartheid del Congreso de los Aliados fueron absueltos. En su autobiografía Long Walk to Freedom, Mandela recuerda afectuosamente como Fischer leía el diario New Age en su escritorio durante el juicio.
Fischer llevó la defensa de Nelson Mandela y los otros acusados durante el Proceso de Rivonia, los años 1963 y 1964. Por casualidad, Fischer no se encontraba en la granja de Liliesleaf Farm cuando la policía hizo una redada, deteniendo a Sisulu, Kathrada, Govan Mbeki, Billy Nair, Arthur Goldreich, Denis Goldberg y los otros acusados en el juicio, motivo por el cual pudo salir airoso de este evento. Sin embargo, la mayor parte de documentos comprometidos del ANC y del SACPA fueron requisados.
Mandela y la mayoría de los acusados fueron condenados a cadena perpetua, aunque se evitó la pena de muerte, objetivo del fiscal del estado Percy Yutar. Este hecho fue considerado como una victoria de la defensa. La presión internacional también fue un factor importante en este caso. En ese momento, el papel de líder que jugaba el abogado afrikáner en el SACP era desconocido incluso para sus amigos blancos más cercanos.
Después del veredicto, Bram Fischer visitó a los presos del proceso de Rivonia en la prisión de Robben Island para discutir la posibilidad de apelar la sentencia, aunque no explicó a los presos que su mujer había muerto una semana antes para protegerlos. Después de reunirse con él, Mandela supo lo que había pasado y escribió una carta a su abocado, aunque las autoridades penitenciarias nunca la entregaron. Poco después, el propio Fischer fue arrestado. El 23 de septiembre de 1964, junto a 12 hombres y mujeres blancos, fue detenido y acusado de ser miembro del ilegal Partido Comunista de Sudáfrica.
Fischer fue liberado bajo fianza para que pudiera defender un caso sobre patentes en Londres. Pidió él mismo para poder llevar el caso. En su apelación ante del Tribunal afirmó:
Soy un Afrikáner. Mi casa es Sudáfrica. No quiero abandonar mi país porque mis creencias políticas entran en conflicto con los del Gobierno.
Posteriormente, el abogado volvió a Sudáfrica, a pesar de las presiones para que se quedara en el extranjero. Un día, cuando ya había comenzado su juicio, no asistió y, en su lugar, envió una carta, que fue leída por su abogado en este caso, Harold Hanson. Escribió:
En el momento en que te llegue esto, yo ya estaré muy lejos de Johannesburgo, y me ausentaré el resto del juicio. Pero seguiré estando dentro de mi país, como prometí que volvería cuando me concedió la libertad bajo fianza. Deseo informar al Tribunal que mi ausencia, aunque deliberada, no intenta ser de ninguna manera irrespetuosa. Tampoco está influenciada por el miedo al castigo que siempre se puede imponer. De hecho, me doy cuenta perfectamente que mi eventual sanción puede aumentar por mi conducta presente...

Mi decisión fue tomada sólo porque creo que es deber de todo verdadero oponente a este Gobierno seguir en el país y oponerse a las monstruosas políticas del apartheid con todos los medios en su poder. Eso es lo que yo quiero hacer mientras pueda...

Lo que se necesita es que los sudafricanos blancos salgan de su complacencia, una complacencia intensificada ahora a causa del presente auge económico construido sobre las bases de la discriminación racial. A no ser que este sistema intolerable cambie radicalmente y rápidamente, el desastre ha de seguir. El espantoso derramamiento de sangre y la guerra civil se harán inevitables porque, mientras haya opresión de una mayoría, esta opresión se peleará con el aumento del odio.
Fischer pasó a la clandestinidad, entonces, para seguir la lucha contra el apartheid. De esta manera, iba contra el consejo de Mandela, que consideraba que donde era más importante el abogado sudafricano era en los Tribunales, "donde la gente podía ver aquel hijo afrikáner de un juez presidente luchando por los derechos de los sin poder. Pero Bram Fischer no quería dejar que otros sufrieran mientras él seguía libre. […] Bram no quería decir a los otros que hicieran sacrificios mientras él no aplicaba su propio consejo."
Fischer vio cómo se le prohibía ejercer la abogacía en un juicio celebrado en 1965, en el cual no se presentó, y donde fue defendido por los también abogados Harold Hanson, Sydney Kentridge, y Arthur Chaskalson.

### Encarcelamiento y muerte
Fischer siguió realizando tareas clandestinas durante un año, aproximadamente. No obstante, el noviembre de 1965, nueve meses después de volver a Sudáfrica y 290 después de pasar en la clandestinidad, Bram Fischer fue detenido. En marzo de 1966 fue llevado a juicio por segunda vez bajo la acusación de promover los objetivos del comunismo y por conspiración para derrocar al gobierno. Fue encontrado culpable y condenado a cadena perpetua. Fue encarcelado en la Prisión Central de Pretoria.
Durante su encarcelamiento, a Fischer se le diagnosticó un cáncer. Una caída influida por los efectos del cáncer en septiembre de 1974 dejó al abogado afrikáner una fractura en el cuello, en el fémur, parálisis parcial de la cara y dificultades para hablar. No obstante, no sería hasta diciembre de aquel año que las autoridades penitenciarias le autorizarían ser transferido al hospital. Cuando las noticias de su enfermedad transcendieron, la opinión pública sudafricana comenzó a presionar al Gobierno para conseguir la liberación. Bram Fischer salió de la prisión y fue puesto bajo arresto domiciliario en casa de su hermano, en Bloemfontein, en abril de 1975. Murió pocas semanas después. El departamento de prisiones hizo regresar las cenizas de Fischer a la prisión después del funeral, que nunca han sido localizadas.

## Tributos
Fischer es reconocido como una de las figuras claves de la lucha anti-apartheid.
Nelson Mandela escribió que Fischer fue "uno de los amigos más valientes y firmes en la lucha que nunca había conocido." Proveniente de una familia Afrikáner, había tenido una vida privilegiada, rechazó su herencia, y sufrió ostracismo por parte de su propio pueblo, demostrando un "nivel de coraje y sacrificio que ya eran una clase por sí mismo."
Bram Fischer se mostró reticente en servir como líder de la defensa en el Proceso de Rivonia, ya que muchos de los testigos le podían implicar en actividades con el ilegalizado Partido Comunista Sudafricano. Además, su letra había sido identificada en muchos de los documentos requisados a Liliesleaf Farm. Aun así, sus amigos blancos no podían entender su reticencia y le convencieron para hacerlo, sin conocimiento de su pertinencia clandestina al Partido Comunista. Como resultado, cuando Robert Resha (un activista negro que fue procesado durante el Proceso de Rivonia) lo supo, comentó que "él (por Bram Fischer) merece la Cruz Victoria".
En la obra Country of My Skull (1998), Antjie Krog escribió de Fischer: "Era mucho más valiente que el resto de nosotros, y por eso pagó mucho más; su vida tocó las vidas de muchas personas, incluso después de su muerte.”
En el relato de su detención e incomunicación por el Poder sudafricano de Seguridad en 1963, Ruth First escribe que fue interrogada sobre Fischer durante un interrogatorio. First contestó: "Bram es un amigo, un muy querido amigo mío, un hombre meravilloso, y - gracias a Dios por la reputación de su gente que tiene al menos una gracia salvadora -. Él es un afrikáner"
Fischer fue galardonado con el Premio Lenin de la Paz en 1967.
En 2003 Fischer se convirtió en el primer sudafricano en ser reintegrado a título póstumo a la barra.
En 2004, pese a la oposición de los antiguos alumnos y la dirección, Fischer fue galardonado honoríficamente por la Universidad de Stellenbosch.
En Rhodes House (Universidad de Oxford), donde estudió Fischer, se celebra anualmente el Bram Fischer Memorial Lecture en honor a su legado.
En diciembre de 2012, el Aeropuerto de Bloemfontein fue rebautizado como Aeropuerto Internacional Bram Fischer.

## Trabajos sobre Fischer
Burger's Daughter (1979), una novela de la ganadora del Premio Nobel y sudafricana Nadine Gordimer, está basada en la vida de la hija de Bram Fischer; él es el "Burger" del título. 
Fischer también es el protagonista de la obra de Stephen Clingman Bram Fischer: Afrikaner Revolutionary, el cual ganó el Alan Paton Award en 1999, y en la obra de Martin Meredith Fischer' Choice. 
El director de cine sudafricano Sharon Farr hizo un documental, Love, Communism, Revolution & Rivonia – Bram Fischer’s Story, que ganó el Encounters Film Festival Audience Award como mejor documental sudafricano del año, en agosto de 2007.